# Деалу Фрумос (Гарда де Сус)
Деалу Фрумос (рум. Dealu Frumos) насеље је у Румунији у округу Алба у општини Гарда де Сус. Oпштина се налази на надморској висини од 1094 m.

## Становништво
Према подацима из 2002. године у насељу је живело 73 становника, од којих су сви румунске националности.